# Kralice nad Oslavou

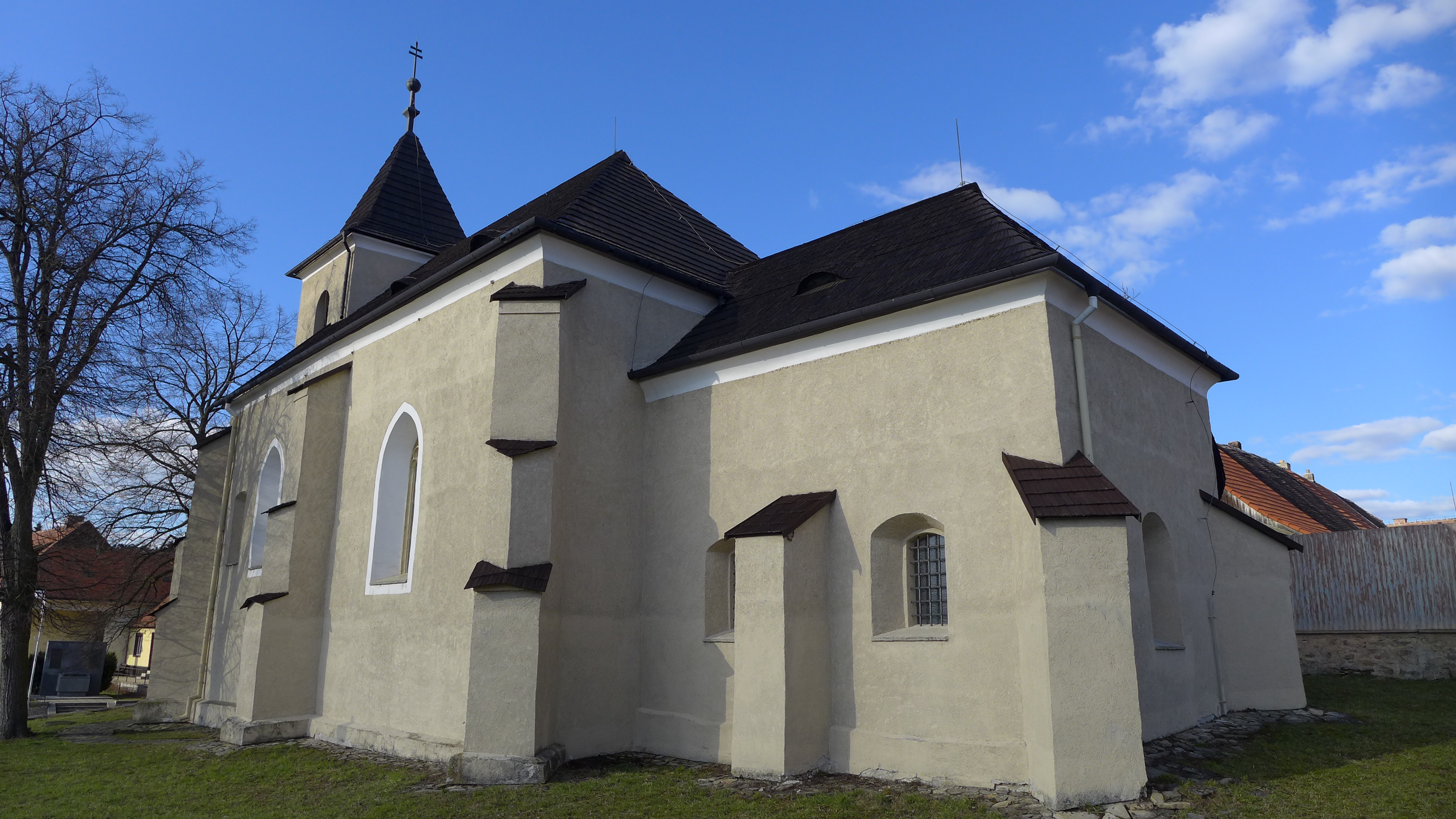
Kirche des hl. Martin

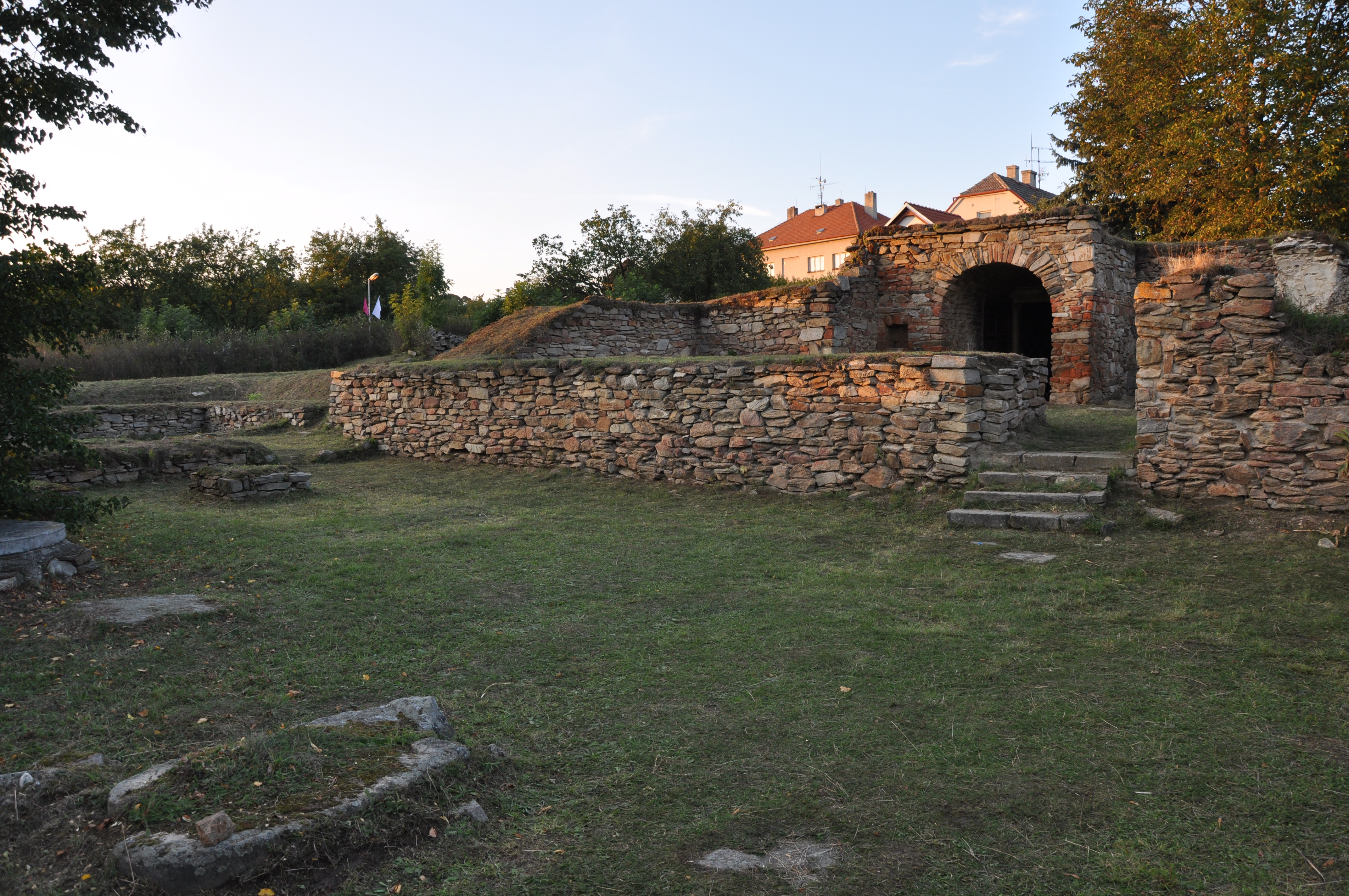
Feste Kralice

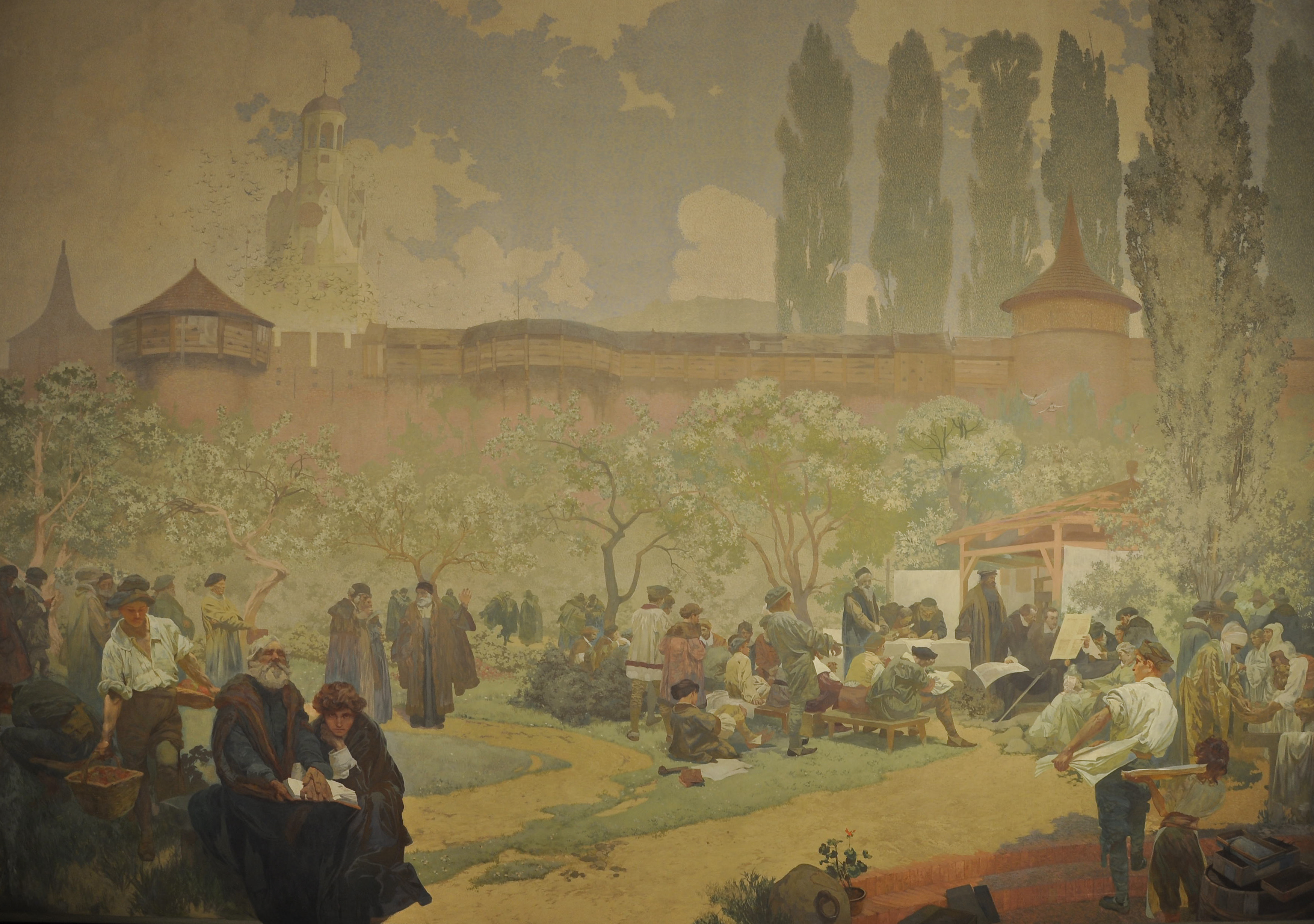
Der Druck der Kralitzer Bibel (Bild von 1914 aus dem Slawischen Epos von Alfons Mucha)

Kralice nad Oslavou (deutsch „Kralitz an der Oslawa“), bis 1960 Kralice (deutsch Kralitz)  ist eine Gemeinde in Tschechien. Sie liegt 29 Kilometer westlich des Stadtzentrums von Brno und gehört zum Okres Třebíč. Kralice war bis zur Mitte des 17. Jahrhunderts ein wichtiges Zentrum der Mährischen Brüderbewegung, hier entstand die Kralitzer Bibel.

## Geographie
Kralice befindet sich im  Jaispitzer  Hügelland (Jevišovická pahorkatina) auf einer Hochfläche zwischen den Tälern der Oslava und der Chvojnice. Durch den Ort fließt der Jinošovský potok. In Kralice kreuzt sich die  Staatsstraße I/23 zwischen Brno und Třebíč mit der II/392 zwischen Velké Meziříčí und Mohelno. Südlich verläuft die Eisenbahnstrecke Střelice–Okříšky.
Nachbarorte sind Otradice und Jinošov im Norden, Hluboké und Horní Lhotice im Nordosten, Lesní Jakubov und Rapotice im Osten, Sudice im Südosten, Březník im Süden, Sedlec und Velkopolský Dvůr im Südwesten, Zňátky und Náměšť nad Oslavou im Westen sowie Jedov im Nordwesten.

## Geschichte
Die erste urkundliche Erwähnung von Kralice erfolgte im Jahre 1310. Der Ort ist jedoch wesentlich älter. Der älteste der Teil der Kirche, eine halbkreisförmige Apsis wurde um 1100 errichtet. Es wird angenommen, dass die erste – hölzerne – Feste um 1200 angelegt wurde und zu Beginn des 14. Jahrhunderts durch einen steinernen Bau ersetzt wurde. Diese war der Sitz des Vladikengeschlechts der Kralický von Kralice. Der Ritter Heinrich von Kralitz, der am Hofe Maria von Kastiliens in den Niederlanden gedient hatte, ließ 1542 die Feste zum Renaissanceschloss umgestalten. Die Pfarrei Kralice wurde um 1550 hussitisch. 1572 verkaufte Heinrich von Kralitz die Feste Kralitz an Johann den Älteren von Zierotin auf Náměšť nad Oslavou und zog sich auf das Schloss Dalešice zurück. Johann von Zierotin, der ein Förderer der Mährischen Brüderbewegung war, stellte den Brüdern die Feste als Versteck für die 1562 von Bischof Jan Blahoslav gegründete Brüderdruckerei zur Verfügung. Im Jahre 1578 erfolgte die Verlegung der geheimen Druckerei der Mährischen Brüder von Ivančice nach Kralice. Zwischen 1579 und 1594 erfolgte in 6 Teilen die Herausgabe der Kralitzer Bibel. In der Feste wurde 1580 eine Schule der Brüdergemeine eröffnet.
1616 wurde die Schule geschlossen. Vom Februar bis Oktober 1622 war Johann Amos Comenius bei der Gemeine zu Gast. Im selben Jahre verlegte Karl der Ältere von Žerotín die Druckerei nach Náměšť nad Oslavou, von wo aus sie 1629 nach Lissa verbracht wurde. 1626 besuchte Comenius erneut Kralice. Die Kralitzer Bibliothek der Mährischen Brüder wurde am 9. Oktober 1628 nach Breslau verlagert. Während des Dreißigjährigen Krieges erlosch um 1630 die Pfarrei Kralice, das Dorf wurde danach nach Mohelno eingepfarrt. Im Juni 1643 zerstörten die Schweden die Feste. Im Laufe der Zeit wurde das Dorf auch als Krelitz, Grelitz, Grelis bzw. Gralitz bezeichnet. 1785 wurde Kralitz der Pfarrei Jeneschau zugeordnet.
Im Jahre 1837 bestand das im Znaimer Kreis an der von Rossitz nach Namiescht führenden Straße gelegene Dorf Kralitz bzw. Kralice aus 55 Häusern, in denen 450 Personen lebten. Im Ort gab es eine Tochterkirche des hl. Martin, eine Schule, einen herrschaftlichen Meierhof und ein Wirtshaus. Zu Kralitz konskribiert waren der Meierhof Großfeld, das Jägerhaus im herrschaftlichen Tiergarten sowie zwei Mühlen – die eine an der Oslawa (Kralický mlýn), die andere an der Chwonica (Spálený mlýn). In der Umgebung wurde Kalkstein gebrochen. Pfarrort war Jeneschau. Bis 1848 gehörte der Ort zur Fideikommissgrafschaft Namiescht.
Nach der Aufhebung der Patrimonialherrschaften bildete Králice / Kralitz ab 1849 mit den Ortsteilen Lhotice und Jakubov eine Gemeinde im Gerichtsbezirk Namiest. Ab 1869 gehörte Králice zum Bezirk Trebitsch. Zu dieser Zeit hatte das Dorf 616 Einwohner und bestand aus 59 Häusern. Lhotice und Jakubov lösten sich 1879 los und bildeten die Gemeinde Lhotice. Im Jahre 1885 erhielt der Ort einen Eisenbahnanschluss. Im Jahre 1900 lebten in Kralice 779 Personen; 1910 waren es 754. 1909 war die Grundsteinlegung für das Denkmal der Kralitzer Bibel, an der 3.000 Menschen teilnahmen. Vollendet wurde das Denkmal 1936; im selben Jahre eröffnete auch ein Museum, das 1955 in die Trägerschaft des Mährischen Landesmuseum in Brno übergeben wurde. Beim Zensus von 1921 lebten in den 86 Häusern der Gemeinde 708 Personen, darunter 704 Tschechen und drei Deutsche. Im Jahre 1930 bestand Kralice aus 144 Häusern und hatte 844 Einwohner. Zwischen 1939 und 1945 gehörte Kralice / Kralitz zum Protektorat Böhmen und Mähren. 1948 wurde die Gemeinde dem Okres Velká Bíteš zugeordnet. Im Jahre 1950 hatte Kralice 805 Einwohner. Im Zuge der Gebietsreform und der Aufhebung des Okres Velká Bíteš wurde die Gemeinde am 1. Juli 1960 wieder dem Okres Třebíč zugewiesen. Zugleich erfolgte die Eingemeindung von Lhotice sowie die Änderung der Ortsnamen in Kralice nad Oslavou und Horní Lhotice. 1961 erfolgte die Aufnahme von Kralice in die Liste der Nationalen Kulturdenkmäler. Im Jahre 2000 erhielt der Ort ein Wappen sowie ein Banner verliehen. Beim Zensus von 2001 lebten in den 314 Häusern der Gemeinde 865 Personen, davon 757 in Kralice nad Oslavou (274 Häuser) und 108 in Horní Lhotice (40 Häuser).

## Gemeindegliederung
Die Gemeinde Kralice nad Oslavou besteht aus den Ortsteilen Kralice nad Oslavou (Kralitz) und Horní Lhotice (Lhotitz), die zugleich auch Katastralbezirke bilden. Zu Kralice nad Oslavou gehören zudem die Einschichten Kralický Mlýn, Olšinský Mlýn, Spálený Mlýn und Velkopolský Dvůr (Großfelder Hof).

## Sehenswürdigkeiten
- Ruine der Feste Kralice. Die in der 1. Hälfte des 14. Jahrhunderts errichtete Anlage wurde 1542 zum Renaissanceschloss umgebaut und im Dreißigjährigen Krieg zerstört.
- Kirche St. Martin. Das vorromanische Bauwerk entstand zum Ende des 11. Jahrhunderts und ist seit 1345 schriftlich belegt. Es war die Grablege des Geschlechts von Kralitz.
- Gedenkstätte Kralitzer Bibel und Brüderdruckerei. Das Museum entstand zwischen 1967 und 1969 nach Plänen des Architekten Bohuslav Fuchs.
- Kapelle zum Hl. Geist in Horní Lhotice, erbaut 1723 und 1934 umgestaltet.
- Denkmal des Buches. Das Übersetzern und Druckern der Kralitzer Bibel gewidmete Denkmal entstand zwischen 1909 und 1936. Die lange Zeit bis zur Vollendung war finanziellen Problemen geschuldet.
- Reste der Festen Horní hrádek und Dolní hrádek über dem Tal der Chvojnice bei Horní Lhotice.